# خضير
خُضَيْر أو خُضَيْري أو الأخضر (الاسم العلمي Chloris)، طائر من العصافير من فصيلة الشرشوريات ورتبة الجواثم المخروطيات المناقير. موطنه شرق آسيا والشرق الأدنى وغرب آسيا وجنوب غرب آسيا وبعض أقطار أوروبا وشمال أفريقيا. أنواعه خمسة.